# 9 mars 1903
Le lundi 9 mars 1903 est le 68e jour de l'année 1903.

## Naissances
- Otto Ludwig (mort le 14 janvier 1983), monteur américain
- Albert Gregory Meyer (mort le 9 avril 1965), cardinal américain, archevêque de Chicago
- Georgia White (morte en 1980), chanteuse de blues américaine

## Décès
- Edward Raymond Turner (né en 1873), inventeur et cinéaste anglais
- Émile Pessonneaux (né le 31 août 1821), enseignant latiniste et helléniste français